# Nordatlantikvertrag

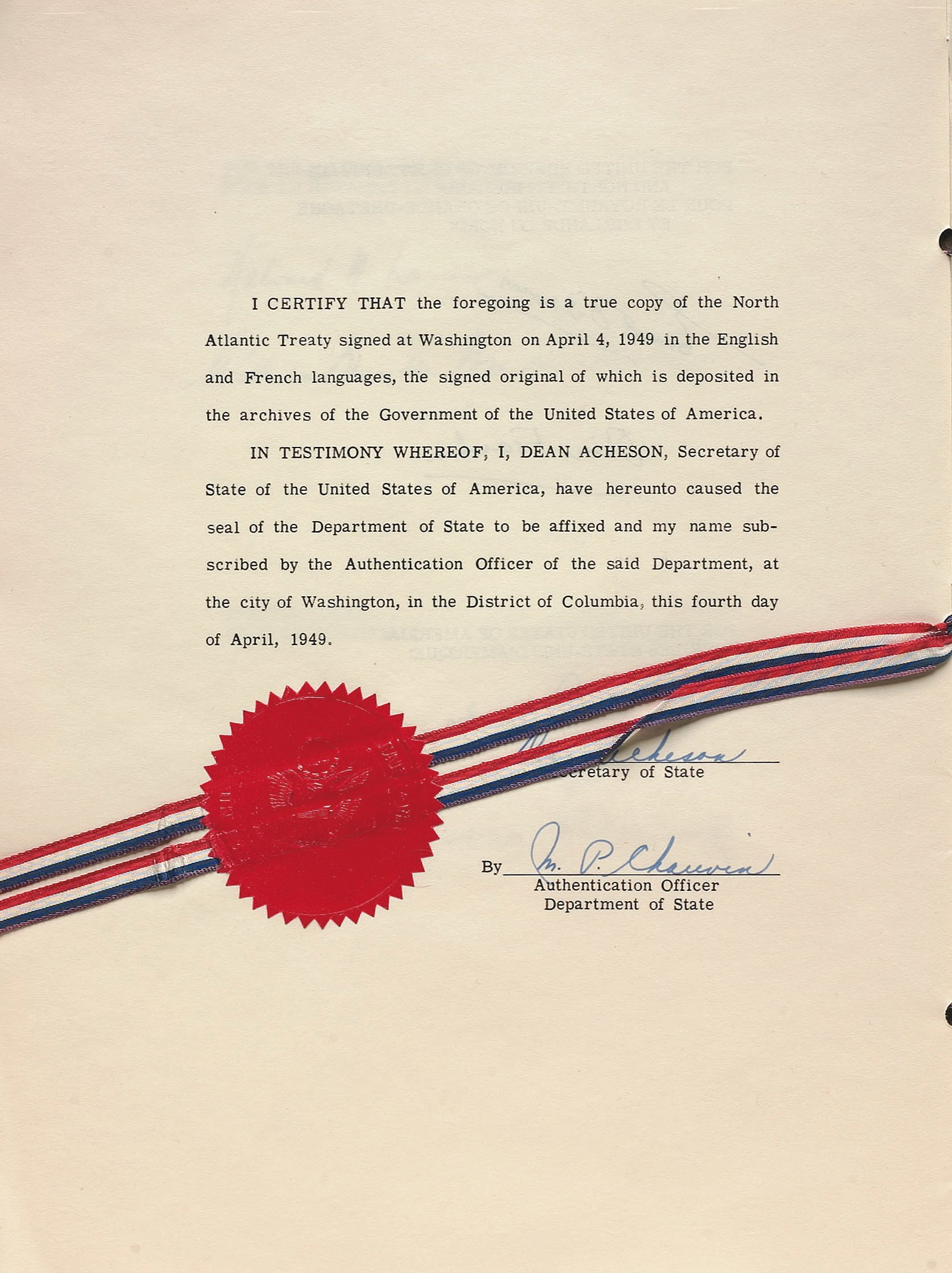
Authentizitätserklärung des Nordatlantikvertrags

Der Nordatlantikvertrag – auch Nordatlantikpakt oder Washingtoner Vertrag (englisch North Atlantic Treaty oder Washington Treaty) – ist der völkerrechtliche Vertrag, der die NATO, die North Atlantic Treaty Organisation, begründete sowie die Rechte und Pflichten ihrer Mitglieder regelt. Er ist ein Regionalpakt, der für seine Mitglieder das kollektive Selbstverteidigungsrecht nach Artikel 51 der UN-Charta regelt. Er wurde am 4. April 1949 in Washington, D.C. unterschrieben und trat am 24. August 1949 in Kraft.

## Hintergrund

### Weltpolitische Lage
Hielten die Vereinigten Staaten unmittelbar nach Ende des Zweiten Weltkriegs einen sowjetischen Angriff auf Westeuropa aus wirtschaftlichen Gründen noch für unwahrscheinlich, änderte sich diese Einschätzung mit Gründung der Volksrepublik Polen, der Zweiten Ungarischen Republik und dem kommunistischen Februarumsturz in der Tschechoslowakei im Jahr 1948. Im März 1948 scheiterte die Viermächte-Regierung durch Ausscheiden des sowjetischen Vertreters aus dem Alliierten Kontrollrat. Mit der Berliner Luftbrücke 1948/49, der Truman-Doktrin und dem Marshallplan zeigten die USA ihr geopolitisches Interesse an Westeuropa, um das weitere Vordringen der Sowjetunion zu verhindern.
Im Brüsseler Pakt hatten sich am 17. März 1948 bereits Belgien, Frankreich, Luxemburg, die Niederlande und das Vereinigte Königreich von Großbritannien und Nordirland zu einem Militärbündnis zusammengeschlossen.
Zeitgleich erarbeiteten der Nationale Sicherheitsrat und das Außenministerium der USA im Frühjahr 1948 ein Konzept für die Wahrnehmung des individuellen und kollektiven Rechts auf Selbstverteidigung gem. Art. 51 der UN-Charta, das ein Bündnis der Vereinigten Staaten mit den Brüsseler Pakt-Staaten, weiteren Staaten Westeuropas und Kanada vorsah. Die westlichen Truppen allein seien zu schwach, Mittel- und Westeuropa gegen einen sowjetischen Angriff zu verteidigen, außerdem befürchteten die Vereinigten Staaten im Hinblick auf das sowjetische Atombombenprojekt einen sowjetischen Angriff nicht nur in Europa, sondern auch in Alaska und Kanada. Unter Aufgabe der unbedingten Beistandspflicht in Art. IV des Brüsseler Pakts, die einen Großteil der amerikanischen Streitkräfte in Europa gebunden hätte, waren US-Kongress und militärische Führung der USA zu einer kollektiven Verteidigung bereit. Die Wahl der erforderlichen Maßnahmen im Falle einer Aggression bleibt in Art. 5 des NATO-Vertrags den einzelnen Mitgliedsstaaten vorbehalten. Im Nordatlantikrat kann nur einstimmig entschieden werden. Auch verfügt die NATO zwar über integrierte Stäbe im NATO-Hauptquartier, außer der Airborne Warning And Control System Component Force und dem Alliance Ground Surveillance System aber nicht über eigene Streitkräfte, wie sie von den Europäern in Gestalt einer gemeinsamen Europaarmee erwogen werden.

### US-amerikanische Akteure
Der Vertrag wurde von einem Komitee bei Gesprächen in Washington, D.C. entworfen. Den Vorsitz dieses Komitees hatte der US-Diplomat Theodore Achilles. Vorhergehend wurden vom 22. März bis 1. April 1948 im Pentagon Geheimgespräche geführt, über die Achilles sagte:

“The talks lasted about two weeks and by the time they finished, it had been secretly agreed that there would be a treaty, and I had a draft of one in the bottom drawer of my safe. It was never shown to anyone except Jack. I wish I had kept it, but when I left the Department in 1950, I dutifully left it in the safe and I have never been able to trace it in the archives. It drew heavily on the Rio Treaty, and a bit of the Brussels Treaty, which had not yet been signed, but of which we were being kept heavily supplied with drafts. The eventual North Atlantic Treaty had the general form, and a good bit of the language of my first draft, but with a number of important differences.”

„Die Gespräche haben etwa zwei Wochen gedauert, und als sie beendet waren, hatte man sich insgeheim darauf geeinigt, dass es eine Vereinbarung geben werde, und ich hatte den Entwurf einer solchen in der untersten Lade meines Safes. Niemand außer Jack hat ihn je gesehen. Ich wünschte, ich hätte ihn behalten, aber als ich das Department 1950 verließ, habe ich ihn pflichtbewusst im Safe belassen und konnte ihn niemals in den Archiven finden. Er stützte sich stark auf den Rio-Pakt und ein wenig auf den Brüsseler Pakt, der noch nicht unterschrieben gewesen war, von dem wir aber laufend gut mit Entwürfen versorgt wurden. Der endgültige Nordatlantikvertrag hatte die prinzipielle Form und einen guten Teil des Textes meines ersten Entwurfes, aber mit einigen wichtigen Unterschieden.“

Laut Achilles war der Hauptautor des Vertrages der US-Diplomat John D. Hickerson – den Achilles hier wie oben „Jack“ nennt:

“More than any human being Jack was responsible for the nature, content, and form of the Treaty […]. It was a one-man Hickerson treaty.”

„Mehr als jeder andere Mensch war Jack für die Natur, den Inhalt und die Form des Vertrages verantwortlich […]. Es war ein Ein-Mann-Hickerson-Vertrag.“

## Mitgliedstaaten

Animation zu den NATO-Mitgliedstaaten seit 1949

### Gründungsstaaten
Der Nordatlantikvertrag wurde am 4. April 1949 in Washington, D.C. unterschrieben. Nach Hinterlegung der Ratifikationsurkunden durch alle Unterzeichnerstaaten trat der Vertrag am 24. August 1949 in Kraft. Das Originaldokument haben folgende zwölf Staaten unterschrieben, wodurch sie Gründungsmitglieder der NATO wurden:
- Belgien
- Dänemark
- Frankreich
- Island
- Italien
- Kanada
- Luxemburg
- Niederlande
- Norwegen
- Portugal
- Vereinigte Staaten
- Vereinigtes Königreich

### Beitritte während des Kalten Kriegs
1952 traten Griechenland und die Türkei der NATO bei, 1955 folgte die Bundesrepublik Deutschland, die damit auch ihre Souveränität erhielt. Spanien trat 1982 bei.
- Griechenland (18. Februar 1952)
- Türkei (19. Februar 1952)
- Deutschland (8. Mai 1955)
- Spanien (30. Mai 1982)

### Beitritte nach dem Kalten Krieg
Nach Ende des Ost-West-Konflikts 1989/90 dauerte es noch etwa zehn Jahre bis zur NATO-Osterweiterung, mit der die ersten ehemaligen Staaten des Warschauer Pakts Mitglieder wurden.

#### 20. Jahrhundert
Es traten bei:
- Polen (12. März 1999)
- Tschechien (12. März 1999)
- Ungarn (12. März 1999)

#### 21. Jahrhundert
Es traten bei:
- Bulgarien (29. März 2004)
- Estland (29. März 2004)
- Lettland (29. März 2004)
- Litauen (29. März 2004)
- Rumänien (29. März 2004)
- Slowakei (29. März 2004)
- Slowenien (29. März 2004)
- Albanien (1. April 2009)
- Kroatien (1. April 2009)
- Montenegro (5. Juni 2017)
- Nordmazedonien (27. März 2020)
- Finnland (4. April 2023)[4]
- Schweden (7. März 2024)[4]

### Beziehungen zur Europäischen Union
21 Mitgliedstaaten der NATO sind zugleich Mitgliedstaaten der Europäischen Union. Mit den Berlin-Plus-Vereinbarungen vom 17. März 2003 wurde eine strategische Partnerschaft zwischen NATO und EU vereinbart, die es der NATO ermöglicht, Einsätze der EU zu unterstützen, auch wenn die NATO als Ganzes nicht einbezogen ist. Die Europäische Union wiederum gewährleistet, dass die europäischen NATO-Staaten, die nicht Mitglieder der EU sind, so weit wie möglich in die Gemeinsame Sicherheits- und Verteidigungspolitik (ESVP) einbezogen werden. Ein Beispiel für die Zusammenarbeit von NATO und EU in Europa ist die Operation EUFOR Althea in Bosnien und Herzegowina.
Nach der russischen Annexion der Krim 2014 gaben EU und NATO am 8. Juli 2016 eine Gemeinsame Erklärung zur Abwehr hybrider Bedrohungen ab, die 2018 bekräftigt wurde.
Bei militärischen Transporten zur schnelleren Verlegung militärischen Personals und Materials über die Grenzen der europäischen Staaten hinweg arbeiten NATO und EU im PESCO-Projekt zusammen.

## Inhalt
Der Nordatlantikvertrag besteht aus einer Präambel und 14 Artikeln ohne amtliche Überschriften. Der Vertrag blieb seit Gründung der NATO im Wesentlichen unverändert. In der Washingtoner Erklärung von 1999 wurde anlässlich des 50-jährigen Bestehens seine Geltung auch für das 21. Jahrhundert bekräftigt.
In der Präambel, in Artikel 1 und 2 des Vertrags werden grundlegende Werte des Nordatlantikbündnisses, vor allem in Bezug auf das Völkerrecht, festgelegt. Artikel 3 beinhaltet das Bekenntnis zur gemeinsamen Fortentwicklung der Verteidigungsfähigkeit. In Artikel 4 werden militärische Beratungen im Falle einer Bedrohung geregelt. Artikel 5 beinhaltet mit der Beistandsklausel den Kern des Verteidigungsbündnisses. In Artikel 6 ist das Gebiet festgelegt, in dem Artikel 5 Gültigkeit besitzt. In Artikel 7 kommt der regionale Charakter der NATO zum Ausdruck. Die Mitgliedstaaten erkennen darin die Hauptverantwortung des UN-Sicherheitsrates für den Erhalt des internationalen Friedens und der Sicherheit gem. Art. 24 Abs. 1 der UN-Charta ausdrücklich an, wenngleich nicht für jeden NATO-Einsatz ein UN-Mandat erforderlich ist. Art. 8 verpflichtet die Mitgliedstaaten zur Vertragstreue und keine dem NATO-Vertrag widersprechenden internationalen Verpflichtungen einzugehen. Artikel 9 beschließt die Gründung des Nordatlantikrates als politisches Diskussions- und Entscheidungsgremium des Bündnisses. Artikel 10 regelt das NATO-Beitrittsverfahren für neue Mitglieder. In Artikel 11 wird die Ratifizierung geregelt. Artikel 12 ermöglicht den Mitgliedern Beratungen über die Fortentwicklung des Vertrags. Artikel 13 beinhaltet die Möglichkeit zum Ausstieg einer Partei aus dem Vertrag. Zum Schluss wird in Artikel 14 festgelegt, dass der Vertrag bei der Regierung der Vereinigten Staaten hinterlegt wird.

### Präambel, Art. 1 und 2
Die Vertragsstaaten wollen „die Freiheit, das gemeinsame Erbe und die Zivilisation ihrer Völker, die auf den Grundsätzen der Demokratie, der Freiheit der Person und der Herrschaft des Rechts beruhen,“ gewährleisten. Mit der Unterzeichnung verpflichten sie sich entsprechend den Zielen und Grundsätzen in Art. 1 und 2 der UN-Charta in ihren internationalen Beziehungen zum Gewaltverzicht und zur internationalen wirtschaftlichen Zusammenarbeit.

### Art. 3: Gemeinsame Widerstandskraft gegen bewaffnete Angriffe
Gem. Art. 3 wollen „die Parteien einzeln und gemeinsam durch ständige und wirksame Selbsthilfe und gegenseitige Unterstützung die eigene und die gemeinsame Widerstandskraft gegen bewaffnete Angriffe erhalten und fortentwickeln“. Dies umfasst sowohl den zivilen Katastrophenschutz, die Aufrechterhaltung kritischer Infrastruktur und einer geordneten Regierungstätigkeit im Krisenfall als auch die militärische Einsatzbereitschaft. Die Widerstandskraft (Resilienz, engl. resilience) ist für die NATO ein zentraler Begriff. Eine Definition ist abhängig von den weltpolitischen Umständen, denen sich die NATO jeweils gegenübersieht und unterliegt deshalb einem beständigen Wandel. Historisch bedeutsam war etwa der Harmel-Bericht von 1967 zur Ausrichtung der NATO nach innen und außen.
Die Beiträge der Mitgliedstaaten zu ihrer eigenen Resilienz und der der NATO als Bündnis, insbesondere die Verteidigungsausgaben, unterliegen ihrer eigenen Verantwortung, werden jedoch durch den Verteidigungsausschuss im Nordatlantikrat koordiniert.
Das Ziel, dass jeder Mitgliedstaat 2 % seines Bruttoinlandsprodukts (BIP) in die Verteidigung investiert (Zwei-Prozent-Ziel), wurde auf den NATO-Gipfeltreffen 2002 und 2014 vereinbart. Es dient der Vergleichbarkeit der einzelnen Beiträge der Mitglieder.
In Deutschland werden mit dem Sondervermögen Bundeswehr seit dem Jahr 2022 im mehrjährigen Durchschnitt von maximal fünf Jahren 2 % des BIP für Verteidigungsausgaben nach NATO-Kriterien bereitgestellt (§ 1, § 2 BwFinSVermG).

### Art. 4: Konsultationen
Alle Entscheidungen der NATO werden nach gemeinsamer Konsultation und Abstimmung getroffen.
Artikel 4 regelt einen förmlichen Konsultationsmechanismus, wenn nach Auffassung eines Mitgliedstaats die Unversehrtheit des Gebiets, die politische Unabhängigkeit oder die Sicherheit einer der Parteien bedroht ist.
Er wurde bislang siebenmal (formell) angewendet:
- fünfmal durch die Türkei:
  - im Februar 2003 wegen des Irakkriegs,
  - im Juni 2012 nach dem Abschuss eines türkischen Militärjets durch Syrien,[20]
  - im Oktober 2012 nach tödlichem Granatenbeschuss aus Syrien und einem Vergeltungsangriff der Türkei im Rahmen des Syrisch-Türkischen Konflikts,[21]
  - im Juli 2015 nach dem Anschlag in Suruç[22] und
  - im Februar 2020 aufgrund der syrisch-russischen Offensive im Raum Idlib im Rahmen des Syrienkrieges.[23]
- Ende Februar 2014 durch Polen und Litauen, da Russland als Vorbereitung auf die folgende Annexion die Krim besetzte und unangekündigte Manöver mit scharfen Waffen im westlichen Militärbezirk an der Ostsee durchführte.[24]
- Ende Februar 2022 durch Bulgarien, Estland, Lettland, Litauen, Polen, Rumänien, Slowakei und Tschechien nach dem Russischen Überfall auf die Ukraine.[25]

Die für Konsultationen zu nicht-militärischen Fragen im Jahr 1956 von den norwegischen, italienischen und kanadischen Außenministern Halvard Lange, Gaetano Makino und Lester Pearson (Drei Weise, Committee of Three) erarbeiten Grundsätze sind nach wie vor gültig.

### Art. 5: Beistand im Angriffsfall
Als wichtigste Aufgabe des Vertrags wird der Schutz sämtlicher NATO-Partner gegen eine mögliche Aggression von außen bezeichnet. Schlüsselstelle ist Artikel 5, der den Bündnisfall definiert. Dieser erlaubt den NATO-Partnern, einen bewaffneten Angriff auf einen oder mehrere von ihnen in Nordamerika oder Europa als Angriff auf alle Mitglieder zu sehen:
Artikel 5 enthält zudem die Pflicht, der angegriffenen Partei Beistand zu leisten. Dies muss jedoch nicht zwingend militärisch erfolgen. Jedem Mitgliedsstaat bleibt überlassen, im Zusammenwirken mit anderen Partnern die Maßnahmen zu treffen, die er für notwendig hält, einschließlich der Anwendung von Waffengewalt:
Der NATO-Bündnisfall tritt nach Gewalthandlungen gegen ein Mitglied nicht automatisch in Kraft, sondern muss vom Nordatlantikrat beschlossen und verkündet werden. Als Voraussetzung dafür muss ein Angriff eine gewisse Erheblichkeit erreichen, also bspw. über kleinere Scharmützel an den Grenzen hinausgehen. Einen juristisch ableitbaren Anspruch auf Ausrufung des Bündnisfalls hat ein angegriffener NATO-Staat demnach nicht.
Zum ersten Mal wurde das Vorliegen des Bündnisfalls am 12. September 2001 als Reaktion auf die Terroranschläge am 11. September 2001 auf das World Trade Center und das Pentagon in den Vereinigten Staaten beschlossen und dem Generalsekretär der Vereinten Nationen mitgeteilt. Die Ausrufung erfolgte unter der Voraussetzung, dass die Angriffe vom Ausland aus koordiniert wurden. Die USA erbrachten den Nachweis, dass die ausländische Al-Qaida-Terrorgruppe für die Anschläge verantwortlich ist, woraufhin der Bündnisfall am 4. Oktober 2001 in Kraft trat. Die vom Nordatlantikrat vereinbarte Unterstützung für die USA umfasste acht Maßnahmen. Von Oktober 2001 bis Mai 2002 wurde zunächst im Rahmen der Operation Eagle Assist mittels AWACS-Aufklärungsflügen das Staatsgebiet der Vereinigten Staaten überwacht. Daran waren auch in Geilenkirchen stationierte Bundeswehrpiloten beteiligt. Es folgte die Überwachung des Schiffsverkehrs im östlichen Mittelmeer, die 2004 auf das gesamte Mittelmeer ausgeweitet wurde (Operation Active Endeavour). Die Operation Enduring Freedom umfasste Regionen in Afghanistan, auf den Philippinen, in Somalia, Georgien, Kirgisistan und der Sahara.
Ausdruck der Solidarität unter den Mitgliedstaaten und der kollektiven Verteidigungsbereitschaft ist beispielsweise die Aufstellung der NATO Response Force im Jahr 2002 sowie der auf dem NATO-Gipfel 2014 beschlossene NATO Readiness Action Plan (RAP) zur Stärkung der NATO-Ostflanke.

### Art. 6: Vertragsgebiet

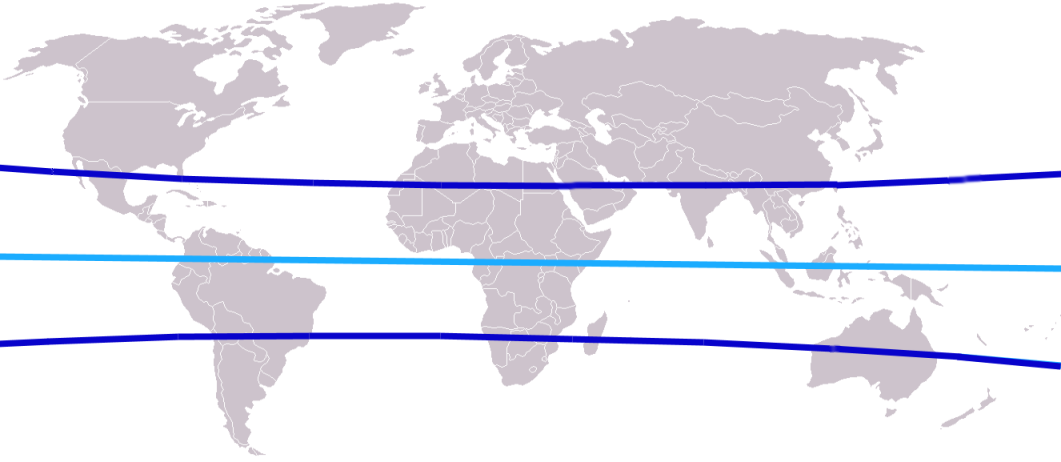
Äquator (hellblau) Wendekreis des Krebses (nördlich, dunkelblau), Wendekreis des Steinbocks (südlich, dunkelblau).

Nach Artikel 6 gilt die Beistandspflicht aus Artikel 5 zum einen bei einem bewaffneten Angriff auf das Gebiet eines Mitgliedsstaats in Europa oder Nordamerika, auf das Gebiet der Türkei oder auf die zu einem Mitglied gehörenden Inseln im nordatlantischen Gebiet nördlich des Wendekreises des Krebses. Dies schließt zum Beispiel die Kanarischen Inseln mit ein, nicht jedoch die weiter südlich liegenden Inseln in der Karibik, welche zum Territorium eines NATO-Mitgliedsstaates gehören, ebenso wenig Ceuta und Melilla. Diese beiden Städte gehören zwar politisch zu Spanien, liegen aber geographisch außerhalb Europas auf dem afrikanischen Kontinent. Zum anderen gilt die Beistandspflicht bei Angriffen auf die Streitkräfte, Schiffe oder Flugzeuge der Mitgliedsstaaten, wenn sie sich in oder über den genannten Gebieten oder irgendeinem anderen europäischen Gebiet befinden, in dem einer der Mitglieder bei Inkrafttreten des Vertrags eine Besatzung unterhält, oder wenn sie sich im Mittelmeer oder im nordatlantischen Gebiet nördlich des Wendekreises des Krebses befinden.
Historisch betrachtet waren von den zwölf Gründungsmitgliedern der NATO im Jahre 1949 bis auf Italien und Luxemburg alle NATO-Staaten Anrainer des Atlantiks und/oder der Nordsee. Mit dem Beitritt Griechenlands und der Türkei im Jahr 1952 wurde das Mittelmeer explizit in den Geltungsbereich einbezogen. Ursprünglich gehörten die Französischen Départements in Algerien zum Nordatlantik-Vertragsgebiet. Mit Erlangung der Unabhängigkeit von Frankreich schied Algerien 1962 aus der NATO aus. Die Departements werden zwar im Artikel 6 noch erwähnt, am 16. Januar 1963 stellte der NATO-Rat jedoch fest, dass diese Bestimmungen mit Wirkung vom 3. Juli 1962 gegenstandslos geworden sind.
Die Norm dient in erster Linie der geografischen Eingrenzung gegenseitiger Bündnisverpflichtungen der NATO-Staaten und definiert den territorialen Verteidigungsradius der Allianz. Sie wurde anlässlich der NATO-Erweiterungen in den Jahren 1952, 1955, 1982, 1999, 2004, 2009, 2017, 2020 durch entsprechende Protokolle ergänzt. Diese Erweiterungshistorie der Allianz muss bei der Auslegung des Vertrags entsprechend berücksichtigt werden. Nachdem von den inzwischen 32 NATO-Mitgliedern nur noch 12 Staaten Anrainer des Atlantik sind, ist Art. 6 nicht mehr allein geographisch, sondern auch geopolitisch zu verstehen.
Aus der Festlegung des Geltungsbereichs nördlich des Wendekreises des Krebses entstand der Begriff „out of area“, mit dem seit der politischen Diskussion der 1990er-Jahre andere als Verteidigungsaufgaben innerhalb der Allianz bezeichnet werden. Korrekt ist das nicht, da Geltungsbereich und Verteidigungsauftrag zwei verschiedene Vertragsprinzipen ansprechen – „out of area“ bezeichnet eben das Gebiet südlich des Wendekreises des Krebses, das vom NATO-Vertrag nicht berührt wird. Die deutsche Out-of-area-Debatte betraf dementsprechend die Zulässigkeit von Einsätzen der Bundeswehr außerhalb des geografischen Geltungsbereichs des NATO-Vertrags.

### Art. 9: NATO-Rat
Gem. Art. 9 wurde der Nordatlantikrat (NATO-Rat, engl. North Atlantic Council NAC) errichtet. Dessen Verteidigungsausschuss soll dem Rat Maßnahmen zur Durchführung der Artikel 3 und 5 empfehlen.
Der NATO-Rat ist das oberste Entscheidungsorgan. Er kann sowohl auf der Ebene der Regierungschefs (NATO-Gipfel), der Außen- und Verteidigungsminister als auch der Ständigen Vertreter tagen und fasst seine Beschlüsse einstimmig. Exekutivorgan der NATO ist das Generalsekretariat mit dem Generalsekretär an der Spitze. Er ist gleichzeitig Vorsitzender des Nordatlantikrats, des Verteidigungsplanungsausschusses und der Nuklearen Planungsgruppe. Die rechtlich selbstständige Nordatlantische Versammlung, deren ca. 200 Mitglieder von den Parlamenten der Mitgliedstaaten entsendet werden, wurde 1955 gegründet. Sie verfolgt das Ziel, den Regierungen bei ihren Entscheidungen im NATO-Rat die parlamentarische Sichtweise zu verdeutlichen.
Der NATO-Rat entscheidet über die strategischen Konzepte der NATO, die zuvor in einem umfangreichen Prozess mit nationalen und internationalen Akteuren vorbereitet und auf einem NATO-Gipfel verabschiedet werden. Seit 1991 unterliegen die Strategiekonzepte nicht mehr der Geheimhaltung und werden veröffentlicht.

### Art. 10: Beitritt zum Vertrag
Artikel 10 ermöglicht allen europäischen Staaten den Beitritt zur NATO, sofern diese nach einstimmigem Beschluss der NATO-Mitglieder dazu eingeladen wurden:
Artikel 10 bildet somit die Grundlage für die bereits mehrfach erfolgte Erweiterung der NATO. Die NATO ergänzte den Vertragstext 1995 durch politische, wirtschaftliche und militärische Kriterien in einer Studie zur Erweiterung der Allianz. Beitrittswillige Staaten müssen folgende Kriterien erfüllen:
- eine funktionierende Demokratie und
- eine Marktwirtschaft sein,
- faire Behandlung von Minderheiten
- Einsatz für die friedliche Lösung von Konflikten
- Bereitschaft, einen militärischen Beitrag zu NATO-Operationen zu leisten.
- Das Militär einer zivilen und demokratischen Kontrolle unterliegen.[48][49]

Im östlichen Teil der Europäischen Union und der NATO wächst die Zahl regionaler Kooperationsprozesse, wie die Visegrád-Gruppe, das Austerlitz-Format, die Bukarest Neun, die Drei-Meere-Initiative und das Lublin-Dreieck.

### Art. 13: Ausscheiden aus dem Vertrag
Es ist jedem Mitgliedsstaat möglich, aus dem Nordatlantikbündnis auszutreten. Nach Artikel 13 muss die Kündigung der Regierung der USA mitgeteilt werden, ein Jahr später ist sie rechtskräftig:
Bisher (Stand August 2024) kam Artikel 13 noch nicht zur Anwendung.
Die Möglichkeit zum Ausschluss eines Mitglieds ohne dessen Zustimmung ist nicht im Vertragstext vorgesehen. Über das Völkergewohnheitsrecht wäre es unter Umständen trotzdem möglich, eine Vertragspartei in besonderen Fällen aus dem Vertrag auszuschließen (siehe hierzu den Abschnitt „Ausschluss eines Mitglieds“ im Artikel „NATO“).

## Ergänzende und ausführende Verträge (Auswahl)
Im Rahmen des Nordatlantikvertrags wurden zahlreiche ergänzende und ausführende Verträge und Abkommen zwischen den Mitgliedstaaten geschlossen, z. B.
- Abkommen zwischen den Parteien des Nordatlantikvertrags über die Rechtsstellung ihrer Truppen (NATO-Truppenstatut) vom 19. Juni 1951[53]
  - Zusatzabkommen vom 3. August 1959[54]
- Übereinkommen vom 20. September 1951 über den Status der Nordatlantikvertrags-Organisation, der nationalen Vertreter und des internationalen Personals (Ottawa-Übereinkommen)[55]
- Vereinbarungen zwischen der Regierung der Bundesrepublik Deutschland und den Regierungen der Vereinigten Staaten von Amerika, des Vereinigten Königreichs, der Republik Frankreich und des Königreichs Dänemark vom 7. Juni 1957 sowie des Königreichs Belgien vom 9. Juli 1957 und des Königreichs der Niederlande vom 10. Juli 1957 über gegenseitige Hilfe gemäß Artikel 3 des Nordatlantikvertrages[56][57]
- Vereinbarung vom 3. Oktober 1958 zwischen der Regierung der Bundesrepublik Deutschland und der Regierung des Vereinigten Königreichs über eine Devisenhilfe an Großbritannien (Artikel 3 des Nordatlantikvertrages)[58][59]
- Abkommen vom 15. April 1982 zwischen der Regierung der Bundesrepublik Deutschland und der Regierung der Vereinigten Staaten von Amerika über Unterstützung durch den Aufnahmestaat in Krise oder Krieg (Wartime-Host-Nation-Support-Abkommen)[60][61]
- Abkommen vom 13. Dezember 1983 zwischen der Regierung der Bundesrepublik Deutschland und der Regierung des Vereinigten Königreichs Großbritannien und Nordirland über Unterstützung durch den Aufnahmestaat in Krise oder Krieg[62]
- Abkommen vom 9. Juni 1989 zwischen der Regierung der Bundesrepublik Deutschland und der Regierung von Kanada über Unterstützung durch den Aufnahmestaat in Krise oder Krieg[63]
- Vereinbarung vom 14. September 1994 über die Rechtsstellung von Missionen und Vertretern von Drittstaaten bei der Nordatlantikvertrags-Organisation[64]
- Study on NATO Enlargement, 1995[49]
- Übereinkommen vom 6. März 1997 zwischen den Parteien des Nordatlantikvertrags über den Geheimschutz[65][66]